# 惠安县
25°2′4″N 118°47′30″E / 25.03444°N 118.79167°E
惠安县，别稱螺城、螺陽，是中国福建省泉州市下辖的一个县，與晉江、南安，合稱泉州三邑。惠安县位于福建省东南沿海，东北部介于泉州湾和湄洲湾之间，东临台湾海峡，辖境东北连泉州湾，西接洛江区，北邻泉港区，南隔泉州湾与晋江市相望，縣政府駐螺城镇中山北街50号。
惠安的综合竞争力位居福建省第三位。惠安县位居2018年度福建省县域经济实力“十强”县（市）第六位，2018年位居全国百强县（市）第三十五位。2009年，惠安县GDP总量344.52亿元（折合50.43亿美元），人均GDP为36,573元（合5,354美元）。2018年，惠安县GDP总量1,094.53亿元，人均GDP为16,328美元。
全县辖15个镇、1个民族乡（百崎回族乡），县政府驻螺城镇。惠安县以惠安女独特民俗及石雕而闻名。县境内北宋洛阳桥、明代崇武城均为国家重点文物保护单位。

## 地名由来
北宋太平兴国六年（981年）析晋江置县，取“以惠安民”意定县名为“惠安”，领三乡、三十四都，治所在螺山之阳，故县城名“螺城”，属泉州。唐为晋江县地，北宋太平兴国六年（981年）析置惠安县。

## 地理
惠安县的地理坐标为118°38'~119°05'（东经），24°49'~25°15'（北纬）。全县总面积为972k㎡，属亚热带海洋性季风气候。
惠安县最高山峰为大雾山，主峰海拔789米。

## 人口
根據第七次全国人口普查數據，截至2020年11月1日零時，惠安縣常住人口為781397人。

## 历史沿革

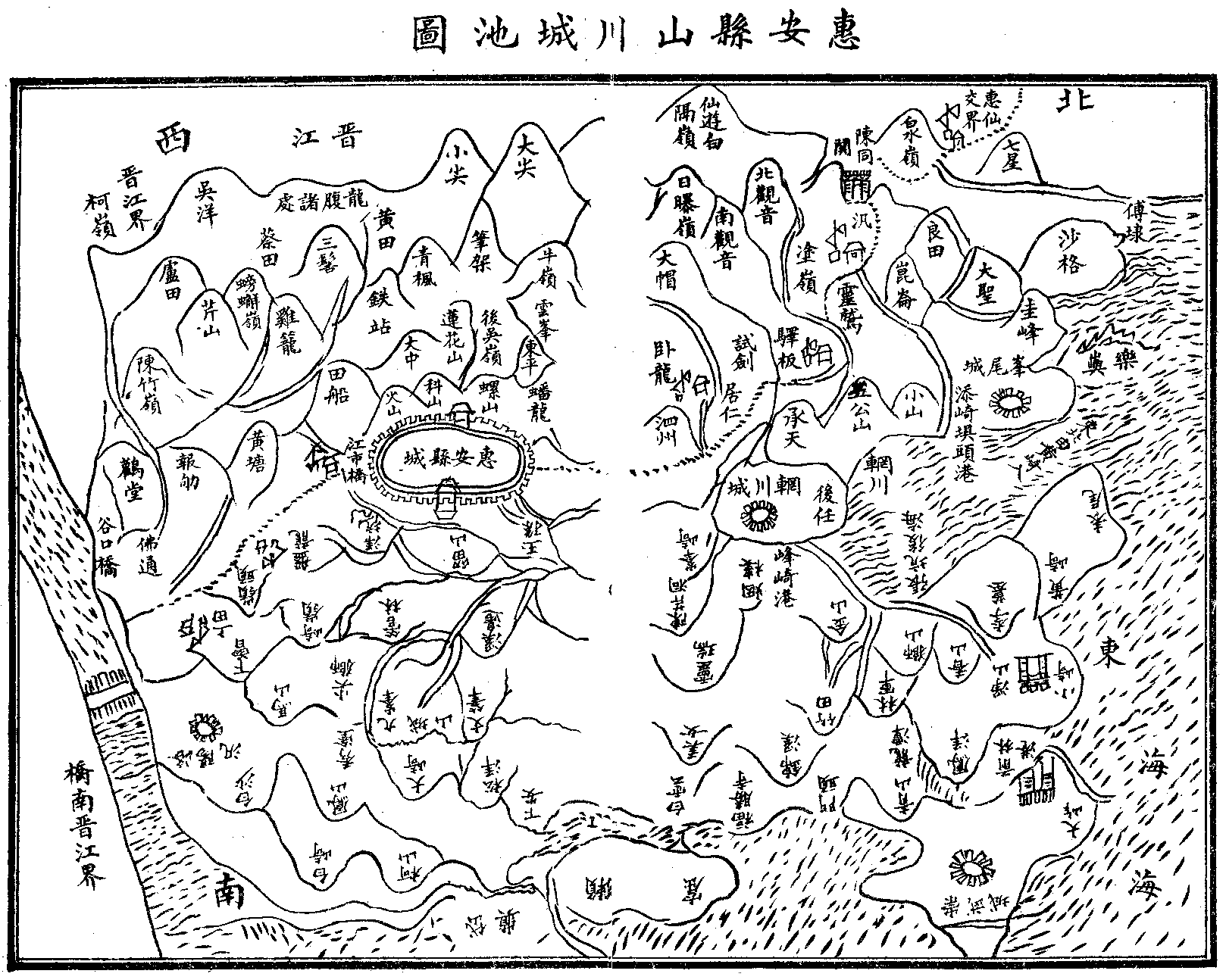
《嘉庆惠安县志》中的惠安县山川城池图

新石器时期，惠安境内就已经有古人类活动。北宋太平兴国六年（公元981年），惠安置县，县名意为“以惠安民”。熙宁三年，王安石变法，创保甲法，全县分为三十四都。咸淳七年，惠安隶属泉州路。元贞元年，全县改为四乡，东为文质乡，南为行满乡、北为忠恕乡、西为信义乡，仍为十八里、三十四都。嘉靖四十三年，全县并为三十都，每都十甲。康熙二年，废除甲班，全县34都改为68铺。
1853年—1855年，林杯、邱二娘在惠安县北部（今属泉港区）起义反清，一度攻打惠安县城。
1930年9月，中共泉州特委、惠安县委发动“惠安暴动”。
1949年8月23日，中共闽中系统惠安人民游击队、闽南系统惠安武工队在获悉国民党惠安县政府撤离后，进驻惠安并接管县城。8月28日，中国人民解放军第八十七师师部进驻惠安。

## 行政区划
惠安县下辖15个镇、1个民族乡：螺城镇、螺阳镇、黄塘镇、紫山镇、洛阳镇、东园镇、张坂镇、崇武镇、山霞镇、涂寨镇、东岭镇、东桥镇、净峰镇、小岞镇、辋川镇、百崎回族乡、城南工业区和惠南工业区。
2010年6月1日，洛阳镇、东园镇、张坂镇、百崎回族乡和惠南工业区划归泉州台商投资区管辖，但名义上仍属惠安县。

## 交通
- 324国道过境。
- 福厦铁路：惠安站

## 文化

### 語言
惠安县境内通行多种腔调的闽南语，惠安县城腔与泉州市的府城腔大致相同，仅在发音上稍有不同。惠北地区（包括现今已经不属于惠安县的泉港区）的腔调稍有不同，有些次方言接近漳州腔，有些则接近莆仙语仙游话。

### 非物質文化遺產
与惠安相关的文化作品很多。如诗人舒婷曾写过一首诗《惠安女子》来描述惠安女。新加坡华裔歌手阿杜曾唱过一首《惠安之春》。电视剧《厦门新娘》讲述了一个惠安女的故事。
- 南管
- 泉州北管
- 燈彩（泉州花燈）
- 惠安女服飾
- 元宵節（泉州鬧元宵習俗、闽台东石灯俗）
- 惠安石雕
- 南派布袋戏
- 惠安传统建筑技艺

## 教育

### 古代历史
宋太宗端拱二年（989年），崔拱中进士并成为惠安置县后第一个进士。宋徽宗政和五年（1115年），吴温恭成为惠安县首位特奏名进士。

### 当代教育
2005年，全县共有幼儿园（点）237所、小学230所、初中阶段学校55所（含民办3所）、普通高中12所（其中，惠安第一中学、惠安荷山中学和泉州惠南中学为福建省一级达标高级中学）、中职学校5所（含民办2所）、民办高等学校1所、各级各类民办教育机构20个。
2006年，全县共有公办小学217所。而截止2007年，惠安县约有办园点数278个，其中有一所市优质幼儿园；15所县优质幼儿园。此外，惠安特殊教育学校为惠安县唯一一所综合性、全寄宿特殊学校。
惠安县现有专科高等院校2所：泉州华光职业学院、泉州医学高等专科学校惠安校区。

## 经济
惠安县为全国县域经济基本竞争力百强县（市）之一。
惠安的支柱产业有石化、石雕石材业、建筑房地产业、食品饮料业、鞋服箱包及海洋水产业。石化产业主要以中化炼化一体化项目为代表。惠安校服产业产值占全国市场份额的三分之一。
惠安是中国著名的石雕石材生产基地，石雕石材业是惠安的传统产业。著名石匠有淨峰鎮的張火廣、張木成父子檔、蔣馨等蔣姓石匠家族。同时，惠安是福建省首个建筑之乡及全国20个渔业大县之一。

### 著名企业
惠泉啤酒（燕京啤酒關连企業）和福建达利集团为惠安县的大型企业。惠泉啤酒为市龙头企业，达利食品集团为省龙头企业。

### 旅遊及古蹟
惠安县是福建省重要的旅游县市之一。

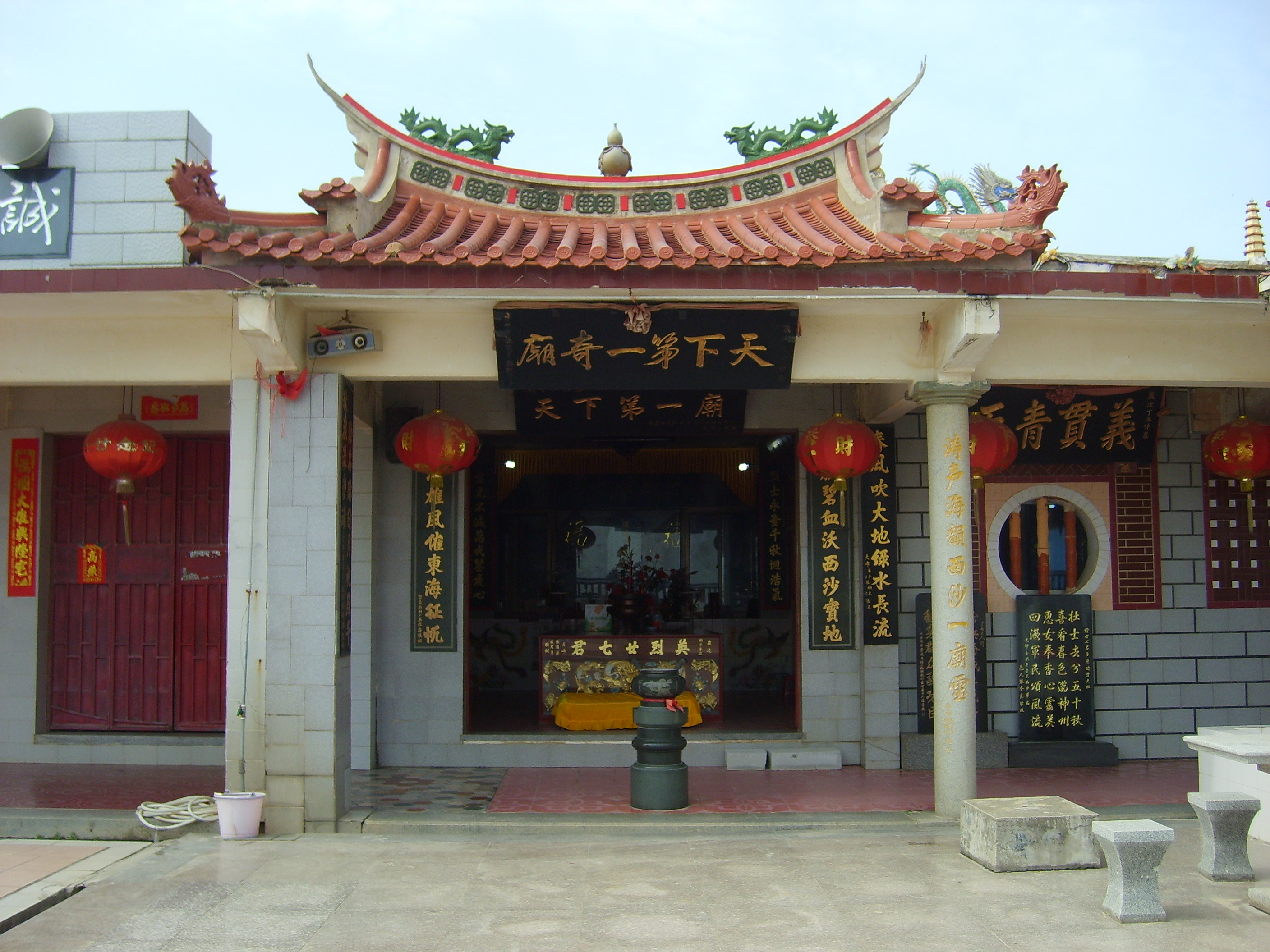
位于崇武古城附近的解放军庙

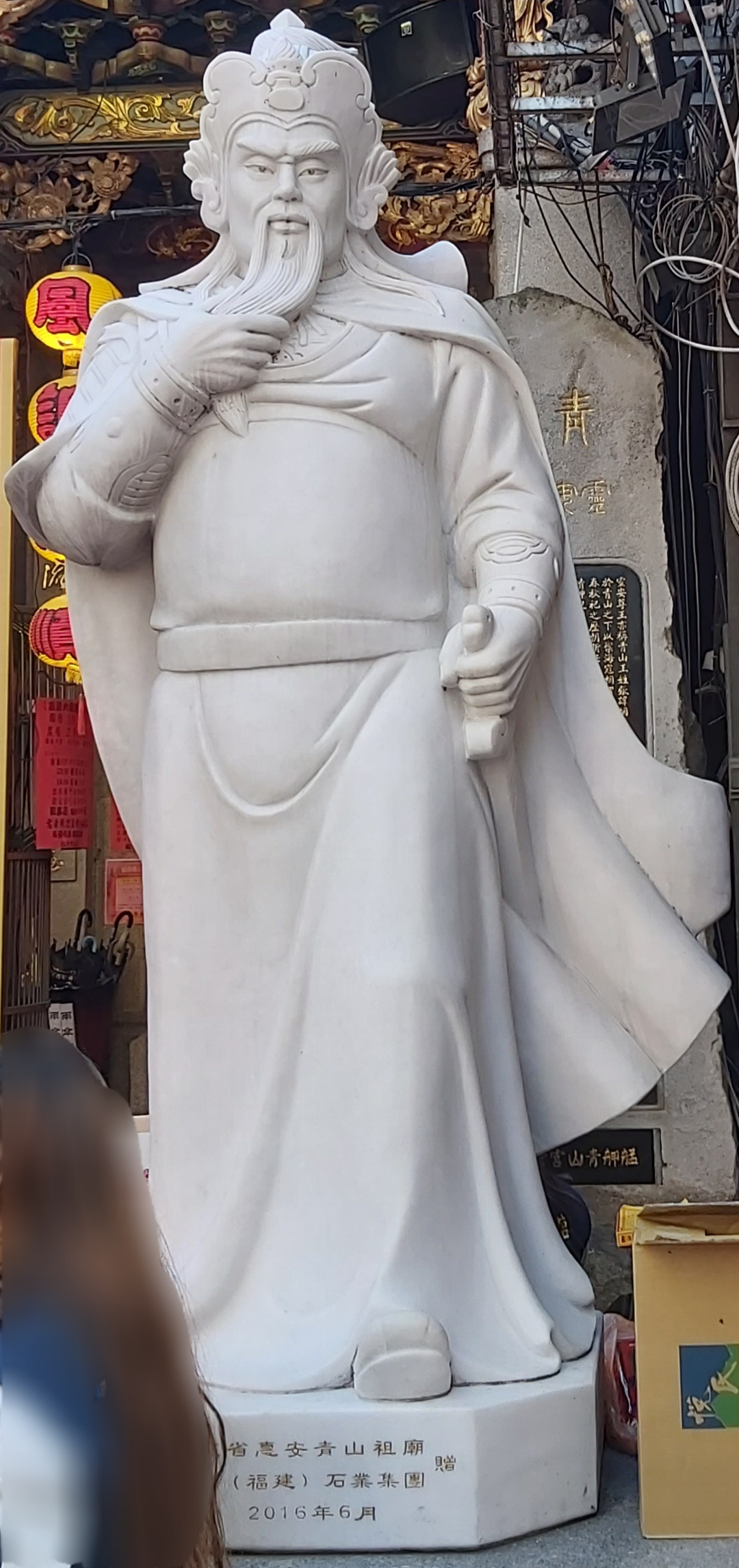
惠安青山宮祖廟致贈予艋舺青山宮的靈安尊王雕像

惠安县有着包括崇武古城（崇武镇）、洛陽橋（洛阳镇，中國現存最早的跨海梁式大石橋）在内的古建筑及青山王墓、王潮墓（螺阳镇）、施琅墓（黄塘镇）等古墓葬。青山灣和科山（螺城镇）也是惠安重要的旅游景点。此外，惠安也有一些名人住处，如陳伯達故居、李叔同晚年居住过的淨峰寺等景点。在这些景点中，崇武城墙、洛阳桥及施琅墓均为全国重点文物保护单位。
惠安县的古遗址主要有大岞山新石器时代遗址（崇武镇大岞村）、音楼山新石器时代遗址（百崎乡下埭村音楼山）、窑内窑址（黄塘镇松溪窑内村）、后窑窑址（螺阳镇霞光后窑村）、莲城遗址（净峰镇东莲乡）、东山城遗址（小岞乡东山村）、大坪山道场遗址（张坂镇崧山村）等。
惠安县的古墓葬包括青山王墓（即青山宫，山霞镇青山村）、黄忠墓（张坂镇后边村）、百崎回族郭氏古墓群（百崎乡下埭村、里春村、后海村）、王潮墓（螺阳镇盘龙村）、吴仁禄墓（螺阳镇盘龙村）、黄宗旦墓（涂寨镇前林村）、刘望海墓（洛阳镇屿头村）、施琅墓（黄塘镇虎窟村）、施世纶墓（黄塘镇许田村）等。
惠安县的古建筑主要有净峰寺（净峰镇山透村）、青山宫（山霞镇青山村）、孔庙（螺城镇中山北路）、昭惠庙（洛阳镇万安街洛阳桥北）、科山寺（螺城镇科山上）、葛山宫（涂寨镇庄内村）、凤阳宫（也称霞阳宫，张坂镇下洋村）、云峰庵（崇武镇靖江村）、一片瓦寺（紫山镇南安村）岩山寺（黄塘镇后郭村）及西峰后宫（张坂镇浮山村）劉望海故居、惠安螺阳镇东风村沈厝古厝群等。

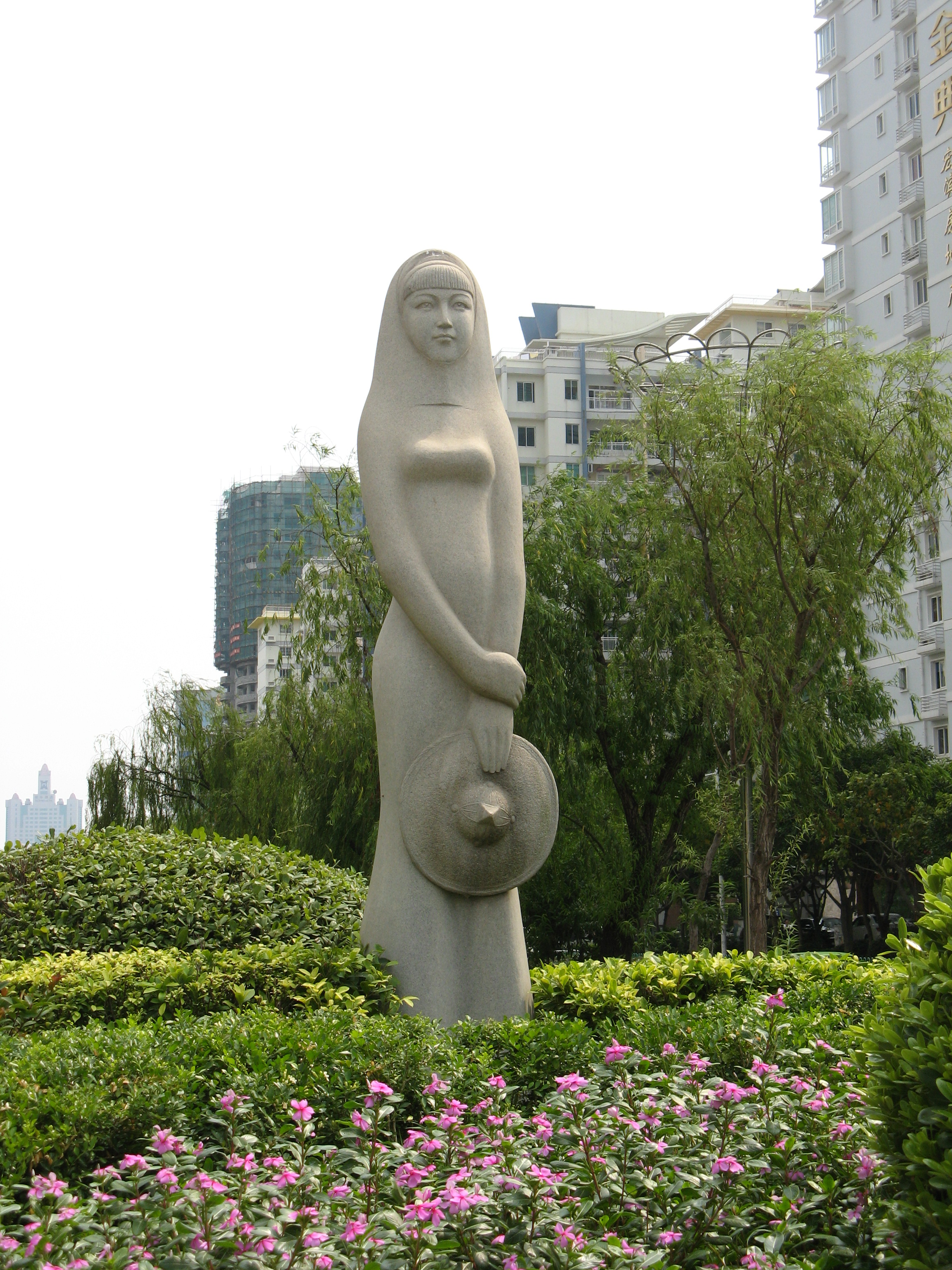
泉州街头的惠安女雕塑

惠安女特有的民俗风情以及惠安一带的闽南风俗文化也是到此的旅游者比较感兴趣的地方之一。惠安石雕、惠安女服饰及闽南传统民居营造技艺均列入国家级非物质文化遗产名录。

## 志书
嘉靖八年，知县莫尚简聘张岳纂《惠安县志》，这是惠安置县后的第一部县志。嘉靖二十一年，崇武千户朱彤编纂的《莅官总要》是崇武的首部地方志书。

## 友好城市
惠安县与建阳市于2001年曾结为友好城市。